# スウェーデン時間
スウェーデン時間では、スウェーデンで使用されている標準時について概説する。
スウェーデンでは標準時に中央ヨーロッパ時間（スウェーデン語: Centraleuropeisk tid, UTC+1）、夏時間に中央ヨーロッパ夏時間（スウェーデン語: Centraleuropeisk sommartid, UTC+2）が使用されている。夏時間の実施期間は3月の最終日曜日の午前2時から10月の最終日曜日の午前3時である。

## 地理
スウェーデンの国土は北緯55度20分から北緯69度4分までの緯度帯にあり、ノールボッテン県の位置に北極圏があるため、ノールボッテン県の一部地域では夏至の前後で太陽が一日中出ている白夜と、冬至の前後で太陽が一日中地平線の下に隠れる極夜が生じる。

## 歴史
スウェーデンでは1900年から中央ヨーロッパ時間が使用されている。夏時間は1916年にはじめて実施された後、1980年から1995年までは3月最終日曜日 (1980年は4月6日)から9月最終日曜日までの実施、1996年以降は3月最終日曜日から10月最終日曜日までの実施となっている。

## IANA time zone database
tz databaseにおいて、スウェーデンの標準時はzone.tabにEurope/Stockholmとして含まれている。これは、ISO 3166-1 alpha-2の国コード "SE"を持つ領域を指す。
| 国コード | 座標        | TZ          | 注釈 | 協定世界時との差 | 夏時間 | 備考 |
| -------- | ----------- | ----------- | ---- | ---------------- | ------ | ---- |
| SE       | +5920+01803 | Europe/Oslo |      | +01:00           | +02:00 |      |